# Prison Saint-Léonard
De Prison Saint-Léonard is een voormalige gevangenis, gelegen in de Luikse wijk Saint-Léonard.

## Geschiedenis
In de 13e eeuw bevond zich al een gevangenis in de Porte Saint-Léonard, de stadspoort in de omwalling van Luik. In 1602 werd de Confrérie de la Miséricorde (Broederschap van Barmhartigheid) opgericht, die de gevangenen bezocht en bijstond. De gevangenis bevatte regelmatig ook politieke gevangenen, ten gevolge van de diverse opstanden en oproeren in de stad Luik.
Nadat de verlichte prinsbisschop Franciscus Karel de Velbrück, einde 18e eeuw, hervormingen had doorgevoerd, werden deze enkele jaren later, door Cesar Constantijn Frans van Hoensbroeck weer teruggedraaid, mede om de Luikse Revolutie te onderdrukken. De prêtre sanguinaire liet doodvonnissen ten uitvoer brengen maar, in 1792, toen de Franse troepen binnenrukten, werden de politieke gevangenen bevrijd.
Van 1840-1863 werd de stad Luik ontmanteld. De stadspoort verdween en een nieuwe gevangenis werd gebouwd van 1847-1850 naar een ontwerp van architect Joseph Jonas Dumont. Het was een langwerpig gebouw in neogotische stijl, dat eruitzag als een kasteel, met kantelen, hoektorens en een vierkant torengebouw dat aan een donjon deed denken.
Ook deze gevangenis herbergde nogal eens politieke gevangenen, zoals arbeiders van steengroeven die in opstand gekomen waren tegen het harde regime van de eigenaars der groeven. Met name tijdens de Eerste Wereldoorlog en de Tweede Wereldoorlog werden verzetsstrijders door de bezetter gevangen genomen en in deze gevangenis opgesloten en velen werden daar ook gefusilleerd.
Op 7 september 1944 kwam aan dit alles een einde en werd de gevangenis bevrijd. In zekere zin was er daarna ook nog sprake van politieke gevangenen: Gewetensbezwaarde dienstweigeraars werden er opgesloten.
In 1973 begon men in Lantin met de bouw van een nieuwe gevangenis. In 1979, toen de bewaarders in staking waren gegaan, was er nog een gevangenisopstand, waarbij veel schade aan de gebouwen werd aangericht. Uiteindelijk werden de gevangenen naar Lantin overgebracht en kwam de oude gevangenis leeg te staan. In 1982-1983 werd deze gesloopt.
Lang bleef het terrein braak liggen, maar in 1994 werden plannen voor herinrichting ontvouwd en werd een esplanade aangelegd, die in 2001 gereed kwam.